# 圣贡莱
圣贡莱（法語：Saint-Gonlay，法語發音：[sɛ̃ ɡɔ̃lɛ]）是法国伊勒-维莱讷省的一个市镇，位于该省西部，属于雷恩区。

## 地理
圣贡莱（48°6'47"N, 2°3'57"W）面积9.26 平方千米，位于法国布列塔尼大區伊勒-维莱讷省，该省份为法国西北部沿海省份，位于布列塔尼半岛东部，北濒大西洋，西接阿摩尔滨海省和莫尔比昂省，南至大西洋卢瓦尔省，西南端接曼恩-卢瓦尔省，东临马耶讷省，东北与芒什省接壤。
与圣贡莱接壤的市镇（或旧市镇、城区）包括：伊方迪克、布莱吕艾、圣马隆叙梅勒、圣莫冈。

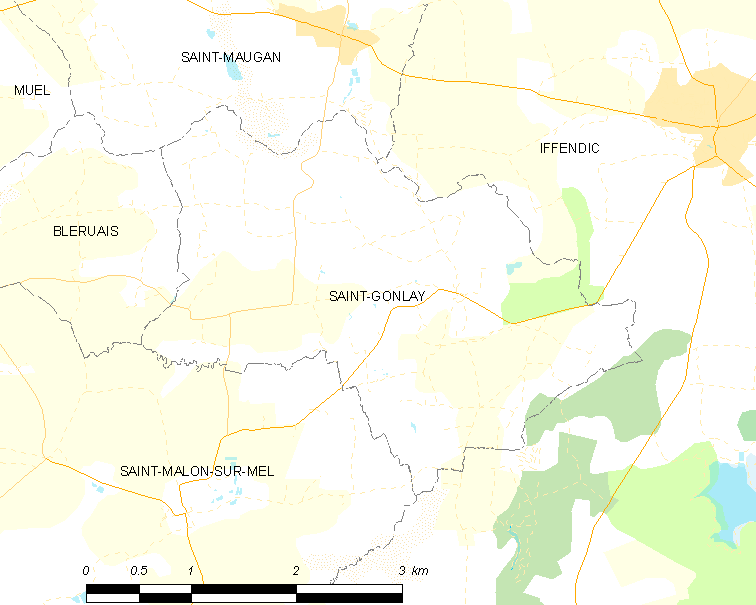
圣贡莱的OSM定位图

圣贡莱的时区为UTC+01:00、UTC+02:00（夏令时）。

## 行政
圣贡莱的邮政编码为35750，INSEE市镇编码为35277。

## 政治
圣贡莱所属的省级选区为默河畔蒙福尔县。

## 人口

1962-2008年间圣贡莱人口变化图示

圣贡莱于2022年1月1日时的人口数量为381人。